# Universidade Autónoma de Lisboa
A Universidade Autónoma de Lisboa (UAL) é um estabelecimento de ensino superior privado português, com sede em Lisboa.

## História
A Universidade Autónoma de Lisboa, Luís de Camões, é um estabelecimento de ensino superior privado reconhecido nos termos legais pelo Ministério da tutela do ensino superior como instituição de interesse público.
A Universidade Autónoma de Lisboa (UAL) foi criada pela Cooperativa de Ensino Universitário (CEU) a 13 de dezembro de 1985, a qual é responsável pela gestão económica e financeira da universidade, enquanto centro de criação, transmissão, crítica e difusão da cultura, ciência e tecnologia.
Enquanto mentora deste projecto cultural, a CEU tem participado na criação de mecanismos que permitam conceber a investigação como processo metodológico de fonte do saber, atuando no domínio das pós-licenciaturas, através de actividades, quer na aquisição de graus académicos, quer na obtenção de competências para o mundo do trabalho.
Na via de um corpo docente privativo, desenvolve — entre outras vias — a formação avançada de doutorandos e mestrandos, ao abrigo do Programa de Desenvolvimento Educativo para Portugal (Prodep II). A UAL conta ainda com uma gama de serviços de apoio na esfera didáctico-pedagógica, assim como no plano dos serviços de apoio, designadamente: acesso à alimentação em cantinas e bares, reprografias, apoio bibliográfico e informático, isenção ou redução de propinas, seguro escolar, atribuição de bolsas de estudo, apoios a estágios e gestão de carreiras ou actividades desportivas e culturais.
Em 2015, serviu de cenário para as gravações da novela «A Única Mulher» da TVI.

## Erasmus
O Gabinete de Relações Internacionais Institucionais (GRII) coordena a participação da UAL em programas e redes internacionais de mobilidade de alunos e de professores através do programa Erasmus, e de protocolos com universidades fora da Europa, com particular destaque para o Brasil.
O objectivo é proporcionar aos seus alunos a oportunidade de estudar um ou dois semestres em universidades parceiras internacionais e beneficiar de um ambiente multicultural. O mesmo se aplica aos seus docentes, visto o programa Erasmus contemplar igualmente o apoio à mobilidade de professores através da atribuição de bolsas para missões de ensino de curta estadia (mínimo 8 horas de docência até um máximo de 5 dias por semana) em universidades com as quais a UAL tem protocolos.
A experiência internacional dos alunos é apoiada tanto pela Agência Nacional como pela UAL. Os alunos em mobilidade têm a possibilidade de receber uma bolsa mensal cujo valor varia consoante o país (bolsa mínima: 200 Euros/mês), não pagam propinas nas universidades de acolhimento e obtêm redução de 50% nas propinas que continuam a pagar na UAL. Os alunos que vão para o Brasil, ou outros países fora da Europa com os quais a UAL está protocolada, não recebem bolsa por se tratar de uma mobilidade extra Erasmus, mas têm uma redução de 75% no pagamento de propinas na UAL.

## Alumni
Passaram pelos corredores da UAL diversos nomes da sociedade civil, política e da cultura portuguesa de onde se destacam:
- José Jorge Letria
- António José Seguro
- José Carlos Malato
- Oceana Basílio
- Inês Sousa Real
- Amílcar Bengla Mourão
- Rita Ferro Rodrigues
- Cristina Ferreira
- Maria da Luz Antunes
- Carolina Reis (jornalista da SIC Notícias)
- Pedro Pinto (jornalista da TVI)
- Teresa A. Oliveira
- Carlos Carranca
- Hugo Horta
- Tiago Barroso
- Susana Leal
- Gonçalo Lobo Pinheiro
- Telma de Mattos Ruas
- Nunes Marques
- Rita Pereira
- Elena Casacuberta
- Reginaldo Rodrigues de Almeida
- João Viseu
- Susana Lopes
- Vítor Gonçalves (jornalista)
- Fernanda Almeida
- Helena Pinheiro de Melo
- Paulo Nunes dos Santos
- Pedro Pinto (político)

## Galeria

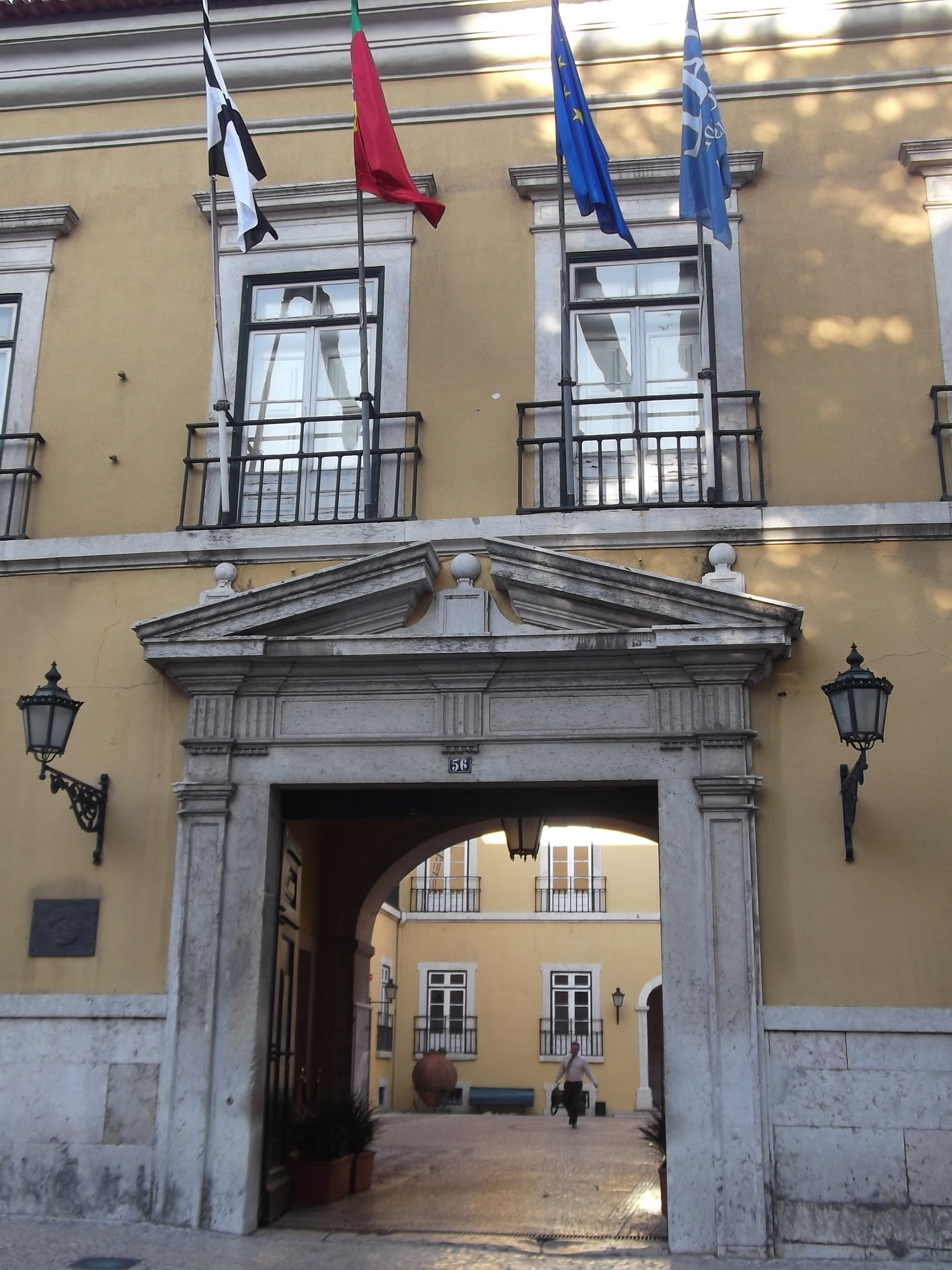
Entrada
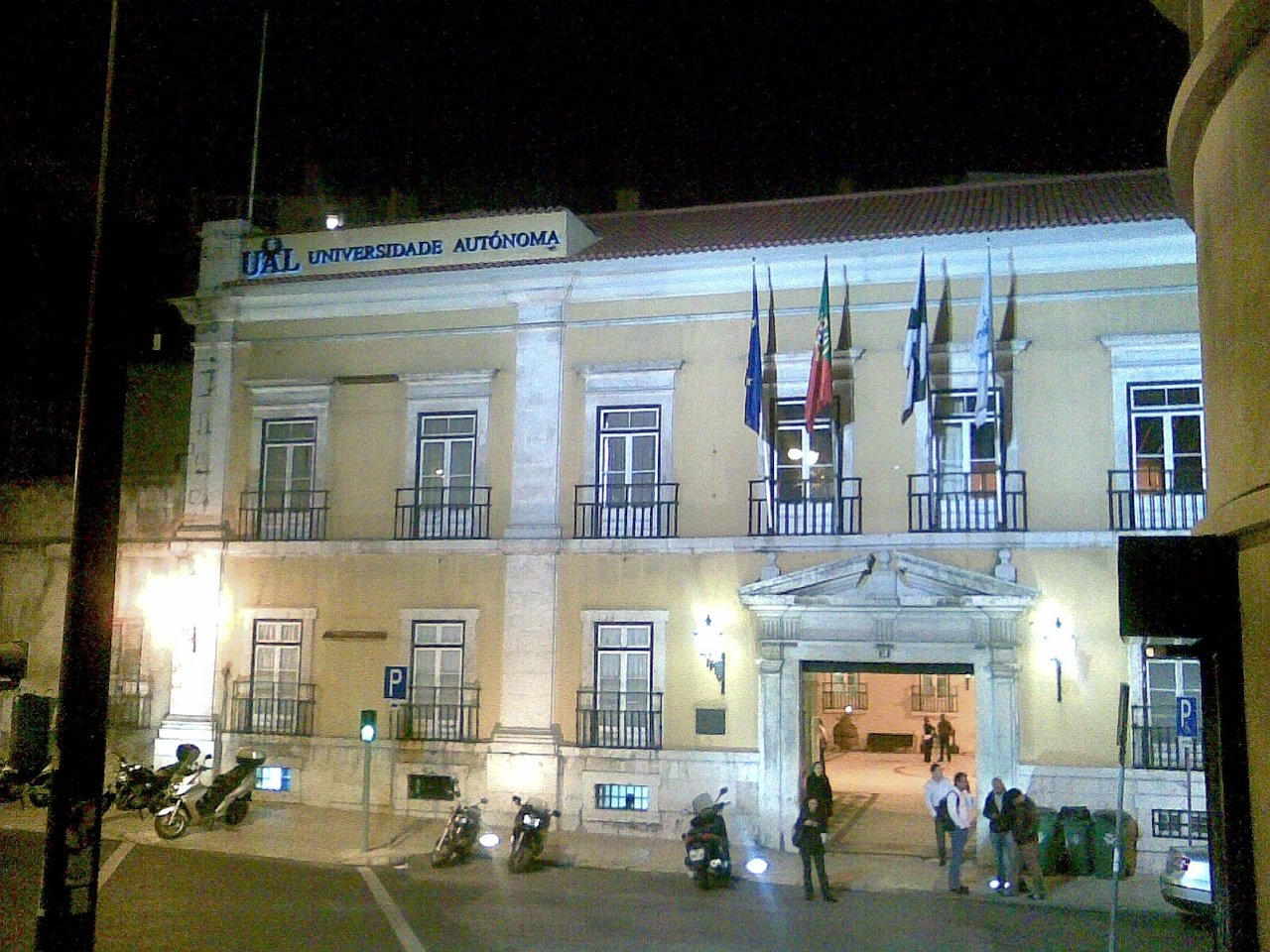
Vista parcial da fachada
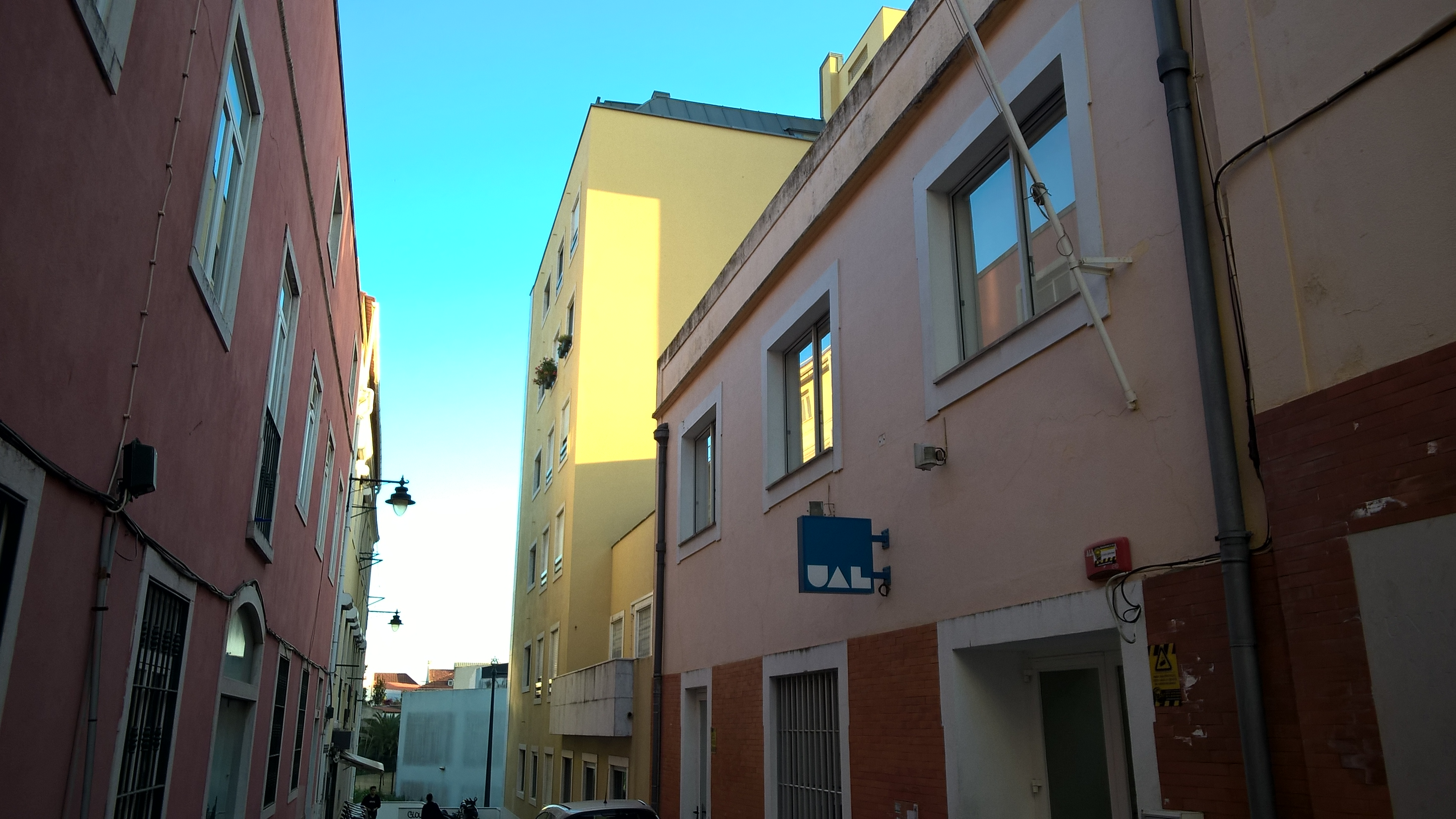
UAL em Campo de Ourique